# Chaetocolea palmata
Chaetocolea palmata är en bladmossart som beskrevs av Richard Spruce. Chaetocolea palmata ingår i släktet Chaetocolea och familjen Pseudolepicoleaceae. Inga underarter finns listade i Catalogue of Life.